# Apocalipsi de Daniel
L'Apocalipsi de Daniel és un text apòcrif redactat en llengua siríaca a finals del segle viii. Està compost de dues parts: a la primera s'hi narren les vicissituds del profeta Daniel a la ciutat de Babilònia. A la segona s'hi profetitzen esdeveniments futurs que conduiran a la Fi dels Temps.
Els esdeveniments narrats són els següents: s'alçarà nació contra nació i reis contra reis. Els tres fills d'Agar, que representen les hosts islàmiques, envairan l'Imperi Romà d'Orient i reduiran el seu territori a la ciutat de Constantinoble, els governants romans (d'Orient) fugiran a les muntanyes. Aleshores Déu inclinarà la balança a favor dels romans i farà sorgir un nou rei, de nom K, que guiarà les tropes romanes fins a la victòria final sobre els ismaelites, que seran totalment anihilats.
El regant del nou sobirà romà de Constantinoble durarà 33 anys. Transcorregut aquest temps, morirà i ascendirà al cel. Llavors les hosts d'un Rei del Nord envairan la ciutat i imposaran un nou règim d'injustícia i immoralitat. El rei serà anihilat per Déu, que imposarà en el seu lloc el govern d'una dona vil que destruirà totes les esglésies i dissoldrà la fe cristiana. La ciutat deixarà de dir-se Roma i es dirà Babilònia: serà finalment destruïda per Déu i només en quedarà un pilar.